# South Waterfront/South Moody megállóhely
South Waterfront/South Moody megállóhely a Metropolitan Area Express narancssárga vonalának, valamint a TriMet autóbuszainak megállója az Oregon állambeli Portland South Waterfront városrészében.

## Kialakítása
A Tilikum Crossing nyugati hídfőjénél elhelyezkedő megálló középperonos kialakítású; a szakaszon egymás mellett négy vágány fut, a külsőket a Portland Streetcar A és B vonalai, valamint az autóbuszok használják. A délnyugati Moody sugárúton található a villamos NS vonalának megállója, ahol a három járat fonódva folytatja útját.

## Autóbuszok
- 9 – Powell Blvd (Union Station◄►Gresham Central Transit Center)[3]
- 17 – Holgate/Broadway (Concordia University◄►134th Drive)[4]
- 35 – Macadam/Greeley (University of Portland◄►Oregon City Transit Center)[5]
- 36 – South Shore (Pioneer Square◄►Tualatin Park & Ride)[6]
- 291 – Orange Night Bus (Union Station◄►SE Park Ave)[7]

| Előző állomás                        |  | Metropolitan Area Express |  | Következő állomás                              |
| ------------------------------------ |  | ------------------------- |  | ---------------------------------------------- |
| OMSI/SE Watertovább SE Park Ave felé |  | Narancssárga vonal        |  | Lincoln St/SW 3rd Avetovább Union Station felé |

## Fordítás
Ez a szócikk részben vagy egészben  a   South Waterfront/Southwest Moody MAX Station című angol Wikipédia-szócikk ezen változatának fordításán alapul.  Az eredeti cikk szerkesztőit annak laptörténete sorolja fel. Ez a jelzés csupán a megfogalmazás eredetét és a szerzői jogokat jelzi, nem szolgál a cikkben szereplő információk forrásmegjelöléseként.